# Wola Mielecka
Wola Mielecka is een dorp in de Poolse woiwodschap Subkarpaten. De plaats maakt deel uit van de gemeente Mielec en telt 1823 inwoners.